# Koći
Pour les articles homonymes, voir Koci.
Ne doit pas être confondu avec Kočí.
Koći (en serbe cyrillique : Коћи, en Albanais : Koja) est un village de l'est du Monténégro, dans la municipalité de Podgorica.

## Démographie

### Évolution historique de la population
| 1948 | 1953 | 1961 | 1971 | 1981 | 1991 | 2003 |
| ---- | ---- | ---- | ---- | ---- | ---- | ---- |
| 416  | 471  | 446  | 536  | 386  | 198  | 91   |